# Automotrice FS RALn 60
L'automotrice RALn 60 è un rotabile automotore a motore termico, alimentato a gasolio, costruito specificamente per il servizio sulla rete a scartamento ridotto (950 mm) delle Ferrovie dello Stato della Sicilia.

## Storia

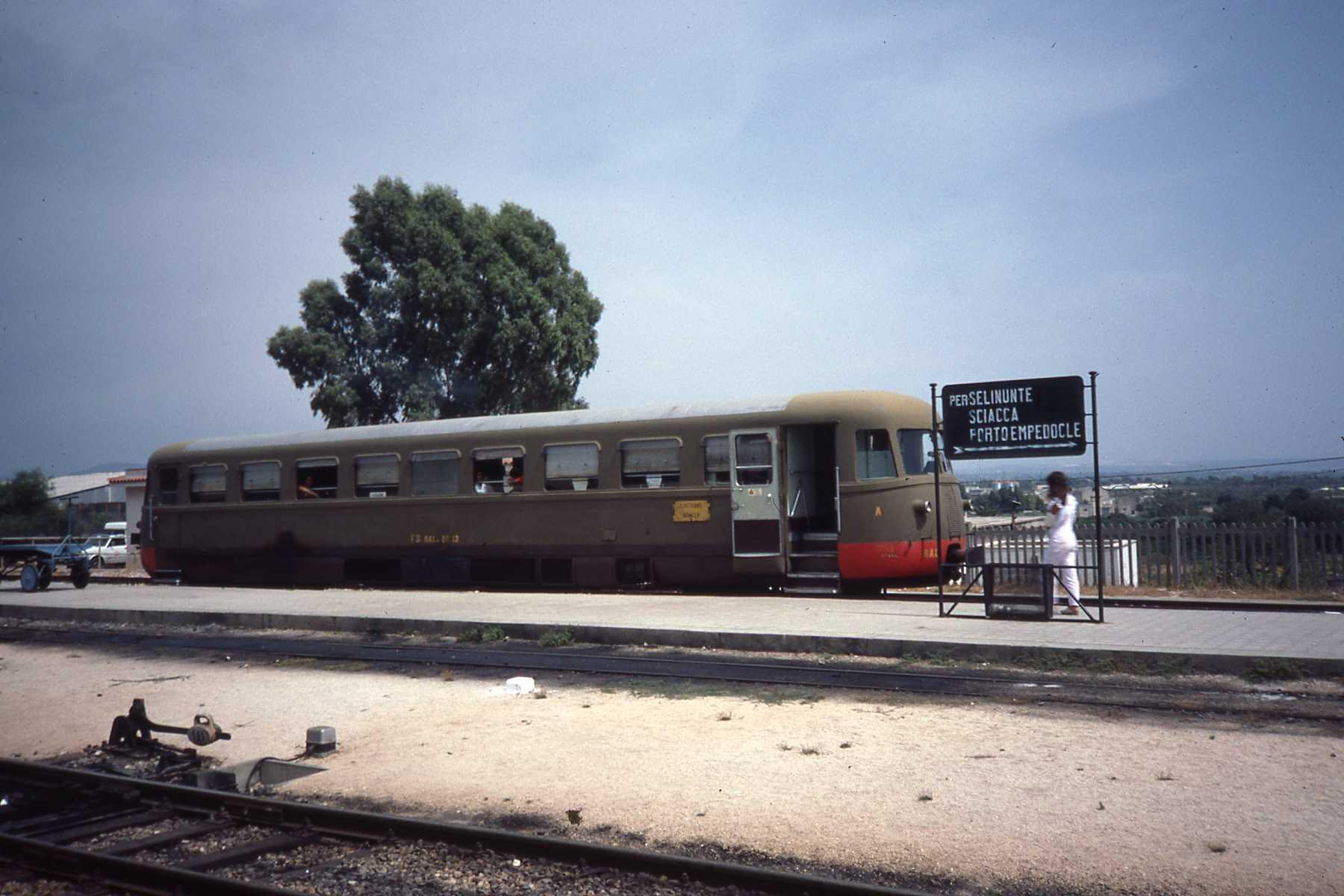
L'automotrice RALn 60.13, pronta alla partenza, alla stazione di Castelvetrano, nel 1984.

Le automotrici del gruppo RALn 60, immatricolate dalle F.S. con i numeri da 01 a 25, sono il risultato del progetto di un rotabile innovativo rispetto alle precedenti costruzioni anteguerra tecnicamente superate e destinato ad un uso universale anche su linee acclivi fino al 75‰, spesso a cremagliera ma superabili con la sola completa aderenza naturale. La rete ferroviaria siciliana a scartamento metrico esercita dalle Ferrovie dello Stato presentava un grado di tortuosità elevato e variazioni di livelletta tali che in alcuni casi avevano richiesto, con la trazione a vapore, l'uso della cremagliera. 
Nei primi anni del dopoguerra la ripresa economica e l'aumentata esigenza di mobilità rendevano indispensabile il miglioramento dell'offerta dei servizi ferroviari inaccettabilmente lenti e scomodi espletati da vetuste carrozze miste.
L'Ufficio Materiale e Trazione delle Ferrovie dello Stato, in collaborazione con la FIAT Sezione Materiale Ferroviario, approntò il progetto di un nuovo rotabile, più confortevole e prestante.
Tali unità vennero sottoposte a cicli di prove in Piemonte sui binari delle Ferrovie Elettriche Biellesi e in particolare sull'impegnativa ferrovia Biella-Balma.
La serie venne immessa in servizio nel 1950 e riscosse il gradimento dell'utenza ferroviaria con aumento del flusso di viaggiatori ma si rivelò insufficiente la fornitura di 25 automotrici e di cinque rimorchi. In alcune tratte, come tra Piazza Armerina e Caltagirone, nella linea Dittaino-Piazza Armerina-Caltagirone il numero di biglietti mensili venduti divenne più che doppio, in altre aumentò del 50%, tuttavia non venne aumentato il parco di automotrici e alcuni anni dopo iniziò la chiusura delle linee ferroviarie. Era necessario investire per rettifiche di tracciato, per la revisione dell'armamento e soprattutto dotare del segnalamento le stazioni che ne erano tutte prive, per permettere alle nuove automotrici di esprimere al meglio la loro potenzialità ma i mutati orientamenti della politica del trasporto non permisero nulla lasciando che il traffico diminuisse su tutta la rete siciliana.
Nell'esercizio pratico si manifestò il problema, non adeguatamente previsto, del servizio merci e collettame che i treni a vapore espletavano mentre le nuove macchine erano prive di tale possibilità e a tale problema si rimediò, ma in ritardo, trasformando i cinque rimorchi nei primi anni sessanta; un semicomparto viaggiatori divenne bagagliaio e i rimorchi da RLn 64.01-05 vennero ridenominati RLDn 32.01-05.
Le RALn 60 hanno continuato a svolgere il loro servizio, trainando anche carri merci e veicoli di servizio fino alla chiusura dell'ultima linea, la ferrovia Castelvetrano-Porto Empedocle. Sei di esse, cinque bimotori provenienti dalla Dittaino-Piazza Armerina-Caltagirone e una monomotore dalla Castelvetrano-Porto Empedocle, ampiamente modificate, hanno continuano a svolgere servizio pendolare sulla ferrovia Circumetnea.
Le RALn 60 sono state tra i pochi rotabili costruiti appositamente per la Sicilia.

## Caratteristiche tecniche

### Meccanica
Le automotrici RALn 60, costruite per la modernizzazione del servizio viaggiatori sulle linee siciliane a scartamento ridotto delle Ferrovie dello Stato, fin dal gennaio del 1950 rappresentano il banco di prova e le capostipiti della lunga serie di automotrici FIAT dal dopoguerra fino ad oggi. Già pochi anni dopo, le automotrici ALn 64 ne rappresentano la naturale evoluzione e si sono rivelate di grande affidabilità.

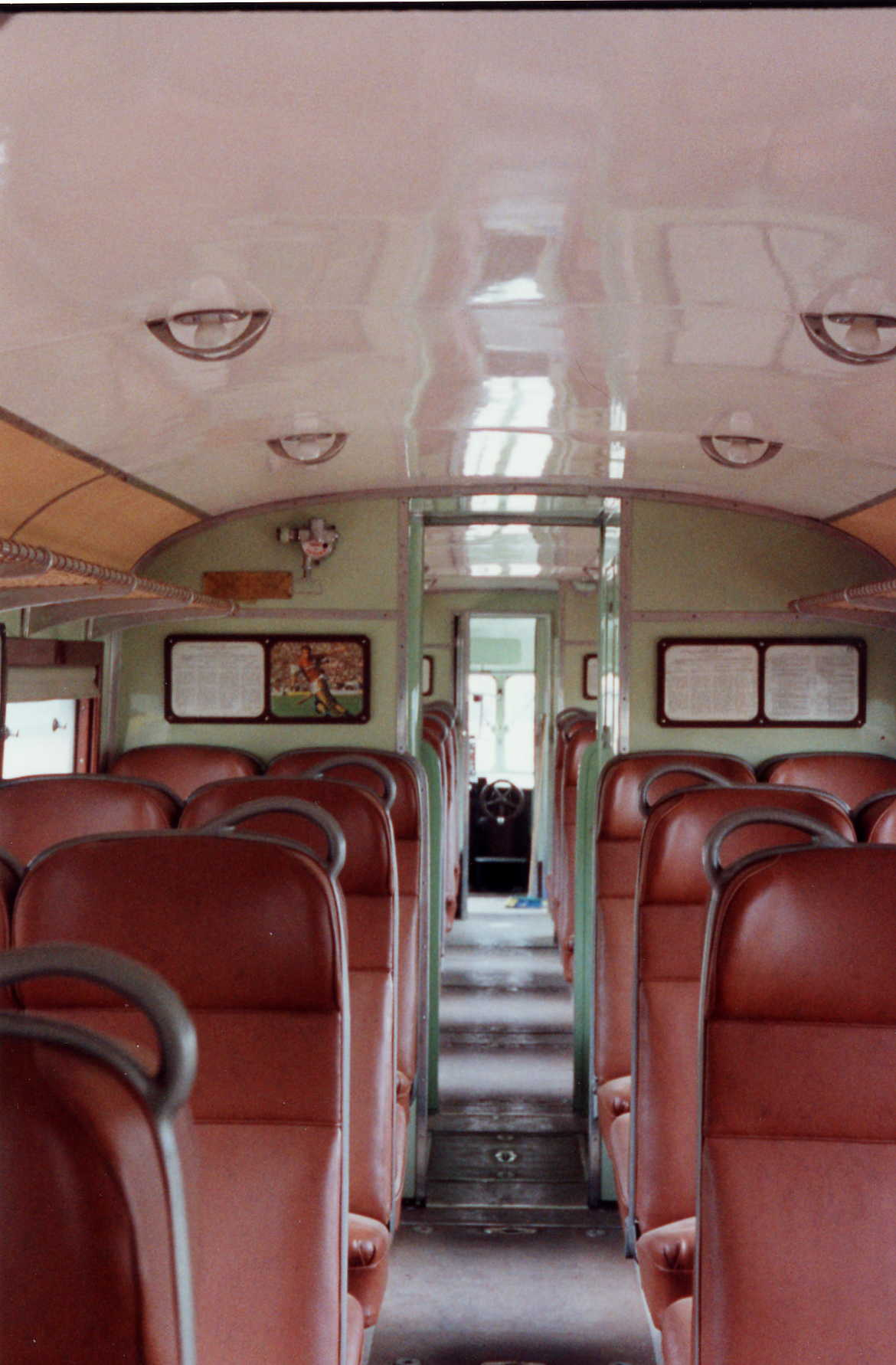
L'interno dell'automotrice FS RALn 60.12.

Progettate e costruite in due versioni, monomotore per linee fino a 35 per mille di acclività e bimotore per linee fino al 75 per mille, le RALn 60 montavano il motore diesel a quattro tempi e iniezione diretta, tipo 700.010 FIAT, a sei cilindri orizzontali di cilindrata 20.150 cm³ capace di erogare 185 cavalli a 1550 giri al minuto, con un rapporto di compressione di 15 a 1. La struttura del motore a carter secco, montato coricato e sospeso alla cassa (che era stato appositamente studiato per la trazione ferroviaria), e la sua ottima accessibilità per la manutenzione rappresentavano un salto di qualità rispetto alla tecnica obsoleta del motore anteriore sul carrello delle vecchie littorine. La trasmissione del moto alle ruote avveniva per mezzo di un gruppo solidale al motore, costituito da un giunto idraulico e da una frizione monodisco e, per mezzo di un corto albero di trasmissione, al cambio meccanico di tipo FIAT a 5 marce sincronizzato con comando pneumatico. I radiatori erano posti lateralmente ai motori. Molte di queste soluzioni diverranno uno standard per tutte le successive serie di automotrici delle F.S.

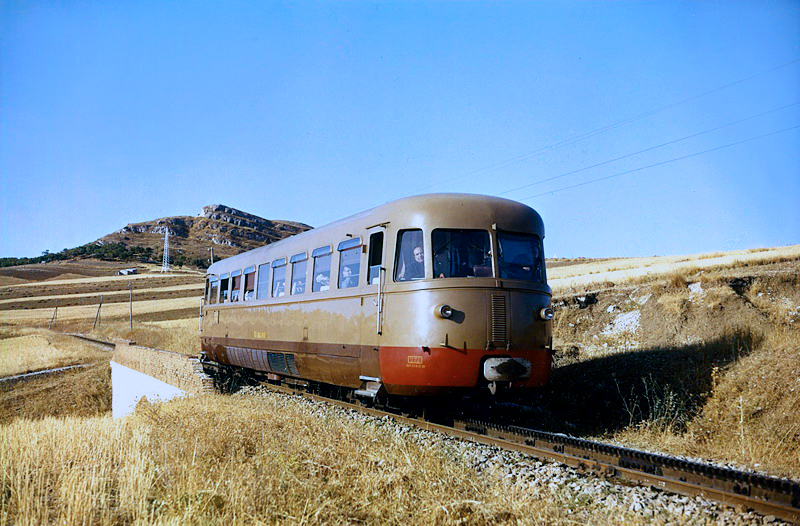
La RALn 60.01, sulla linea Dittaino-Caltagirone, percorre il tratto a cremagliera Mulinello-Valguarnera.

Il circuito dell'acqua di refrigerazione dei motori era a circolazione forzata con un radiatore per motore e ventole elicoidali. I radiatori, nel periodo invernale, potevano essere parzializzati con una tendina scorrevole allo scopo di portare in temperatura l'acqua fredda in minor tempo. Dato che, pur operando in Sicilia, le automotrici raggiungevano quote elevate con temperature invernali anche prossime allo zero, erano provviste di scaldiglie elettriche alimentabili dall'esterno nelle rimesse per l'acqua dei motori. La stessa acqua circolando in apposite tubature alettate riscaldava l'interno della vettura.
L'impianto frenante era ad aria compressa fornita da compressori Westinghouse direttamente connessi al motore e freno continuo automatico tipo Breda con un dispositivo di sicurezza che in caso di rottura delle tubazioni tra distributore e cilindro del freno frenava un asse per carrello in ogni caso. Erano fornite di freno diretto moderabile e di freno a mano in ogni cabina di guida agente sul carrello sottostante.
Era presente anche un freno motore ottenuto mediante un dispositivo che bloccava l'afflusso di gasolio agli iniettori tappando contemporaneamente lo scarico; in tal modo nelle lunghe e forti discese gli stessi motori in presa rallentavano la marcia del treno. Erano inoltre fornite di accoppiatori pneumatici sulle testate per il freno e per il collegamento in parallelo dei serbatoi d'aria compressa.
L'impianto elettrico era a 24 volt fornito da batterie di accumulatori ricaricati dalle dinamo mosse dai motori diesel tramite cinghie trapezoidali.

### Cassa

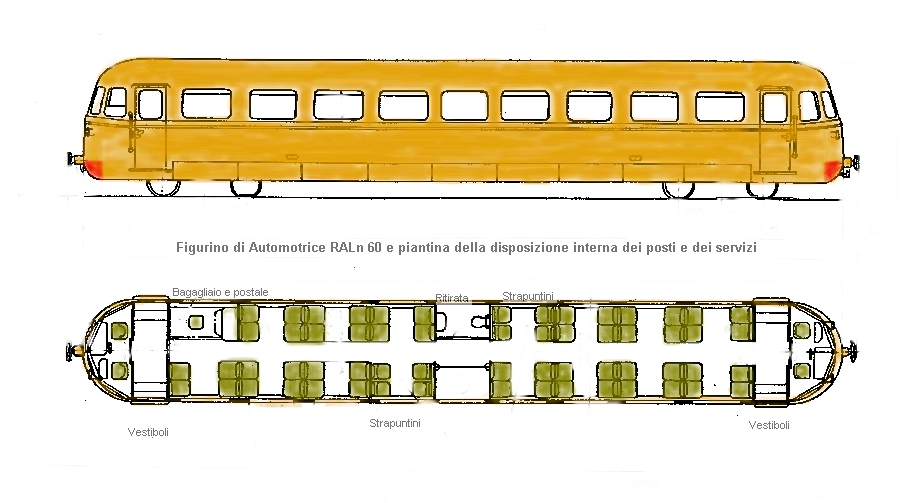
Figurino di RALn 60.

Le automotrici RALn 60 e i rimorchi RLn 64 erano costruiti con una cassa in profilati di acciaio elettrosaldati e con il tetto in lamiere di alluminio. 
L'interno, diviso in due grandi ambienti separati dalla ritirata e da un vano bagagli, era rivestito con pannelli di masonite; il piano di calpestio era stato insonorizzato per minimizzare il rumore dei motori sospesi al di sotto della cassa. 
I sedili interni, muniti di poggiatesta, erano rivestiti in similpelle e quelli di classe superiore in velluto. 
Le automotrici presentavano 52 posti a sedere più 8 strapuntini per un totale di 60 posti, mentre i rimorchi ne avevano 64, divenuti 32 dopo la modifica degli anni 60. Tra le cabine di guida di estremità e i comparti viaggiatori stavano i vestiboli di accesso con porte a battente. I rimorchi avevano, montata, una caldaietta a gasolio tipo Webasto per il riscaldamento invernale.
La cassa poggiava su due carrelli formati da un telaio saldato ad arco, a doppia sospensione verticale, con molle elicoidali sulle boccole e a balestre sulla trave oscillante; queste erano collegate al telaio per mezzo dei tradizionali pendini. All'interno del carrello era situato il gruppo riduttore-invertitore di moto.
La cassa aveva il classico schema di coloritura «castano-Isabella» con una fascia rosso segnale sulle due testate, in basso. Il tetto invece era verniciato in color alluminio.

### Banco di guida

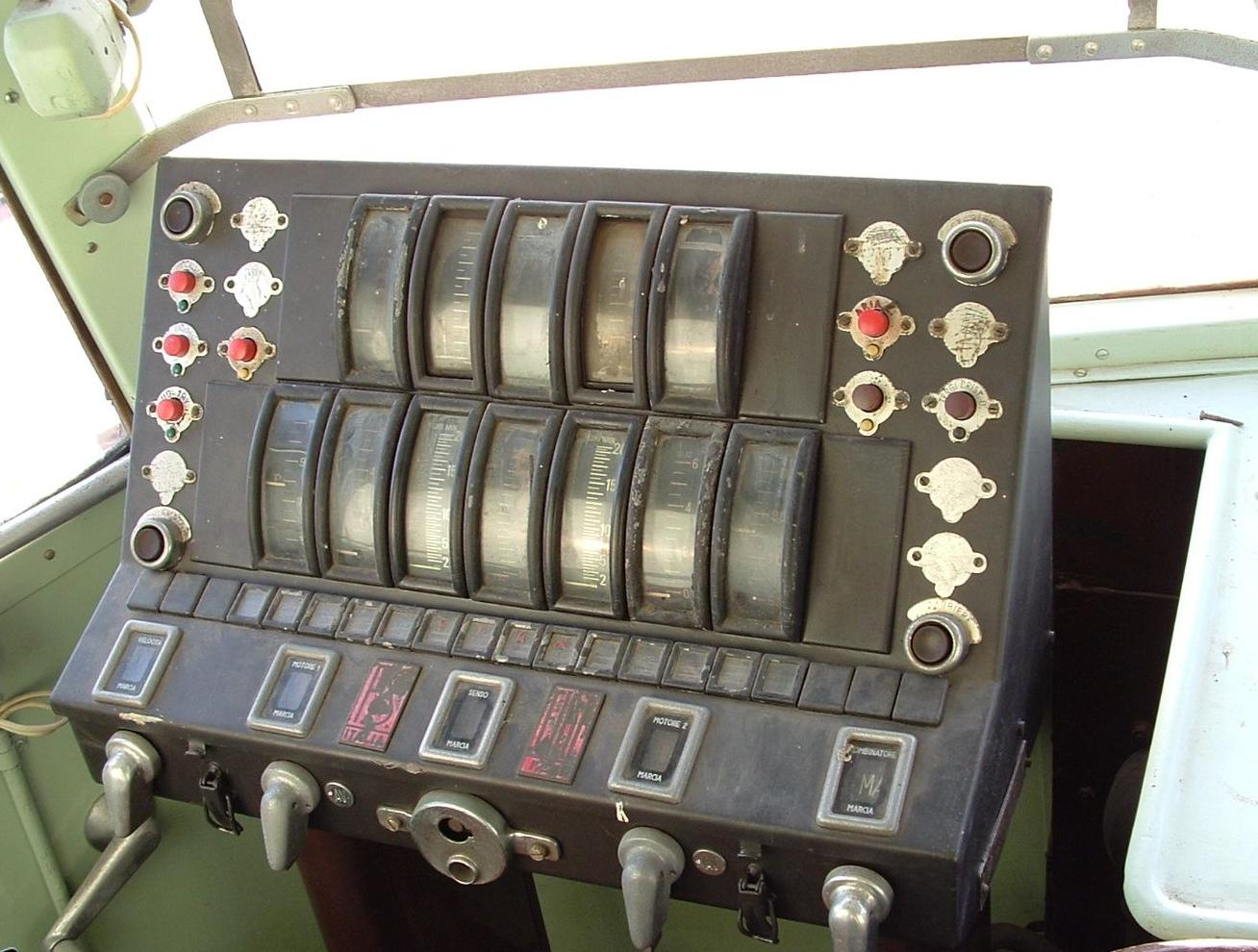
Il banco di manovra delle RALn 60.

Una caratteristica che balzava all'occhio era il nuovo banco di guida che con poche varianti rimarrà unificato fino alle ultime serie di automotrici ALn 990. Nello stesso banco trovavano posto le manopole dell'inversione del senso di marcia, della messa in moto del/dei motore/i, i segnalini di posizione e le strumentazioni di controllo.

### Versioni
Il gruppo RALn 60 venne costruito in 25 esemplari dalla FIAT Sezione Materiale Ferroviario di Torino con due motorizzazioni:
- 15 unità bimotori, immatricolate RALn 60.01-15
- 10 unità monomotori, immatricolate RALn 60.16-25

A queste si affiancarono cinque rimorchi immatricolati come RLn 64.01-05 che a partire dal 1961, a seguito della trasformazione in rotabile misto divennero RLDn 32.01-05; ciò venne realizzato mediante l'eliminazione dei sedili e dell'arredamento di un semicomparto.
Le automotrici bimotori erano munite di ruote dentate che ingranavano sulla cremagliera nei tratti più acclivi della linea Dittaino-Piazza Armerina al solo scopo di assicurare l'immobilizzazione del treno in caso di arresto in salita: non contribuivano alla trazione che invece avveniva ad aderenza naturale.
Erano fornite di due serbatoi di gasolio da 300 litri che assicuravano una autonomia di 600 km, mentre quelle monomotore avevano 500 km di autonomia.

## Le unità acquisite dalla Ferrovia Circumetnea
Dopo la chiusura decretata nel 1971 della panoramica, ma sfortunata linea di Piazza Armerina, le automotrici bimotori vennero accantonate nel piazzale della stazione di Dittaino, in mezzo a montagne di ferraglia, carri e vecchie locomotive esposte alle intemperie; cinque di esse, a metà degli anni settanta, furono acquistate dalla ferrovia Circumetnea, insieme ad un'automotrice monomotore del Deposito Locomotive di Castelvetrano.
Inizialmente la ferrovia Circumetnea li usò per come si trovavano, ma in seguito ad un incidente avvenuto nel 1977, che coinvolse la RALn 60.02, nel 1981 fu deciso di eseguire un processo di revamping a tutte le unità. Il revamping fu eseguito presso l'officina aziendale di Catania Borgo; il revamping comportò il taglio delle vecchie e anguste cabine di guida, il montaggio delle più spaziose cabine di guida unificate a due vetrate curve, l'installazione di porte pneumatiche a due battenti, la sostituzione dell'originale motore FIAT 700 con quello più moderno delle ALn 668, migliorie all'impianto di illuminazione a lampade fluorescenti, e la sostituzione dell'arredamento interno con quello più spartano, ma unificato, della FCE.
La modifica degli interni, permise di eliminare il comparto postale, ricavando così ulteriori 4 posti a sedere, di conseguenza, la numerazione cambiò in RALn 64.01-06. Il 15 maggio 1981 si svolse la corsa di prova della ex RALn 60.02 FS, trasformata in RALn 64.01 FCE, a cui erano stati montati i nuovi motori FIAT di tipo 8217.12.04, con i quali la macchina raggiunse agevolmente la velocità di 90 km/h.

## Stato attuale
Dalla fine del 2024 nessuna automotrice del gruppo risulta in servizio.
RALn 60, bimotore, del Deposito locomotive di Piazza Armerina:
- .02 - acquistata dalla FCE, trasformata in RALn 64.01. Accantonata, in seguito ad un incidente, a Catania Borgo ove rimase ferma per molti anni, per poi essere demolita il 25 ottobre 2020;
- .03 - accantonata a Castelvetrano, all'aperto, danneggiata da un incendio e successivamente demolita;
- .04 - acquistata dalla FCE, trasformata in RALn 64, accantonata;
- .05 - acquistata dalla FCE, trasformata in RALn 64, accantonata;
- .07 - acquistata dalla FCE, trasformata in RALn 64, accantonata
- .09 - accantonata a Castelvetrano, all'interno di un capannone del Deposito Locomotive;
- .10 - accantonata a Castelvetrano, all'interno di un capannone del Deposito Locomotive;
- .11 - accantonata a Castelvetrano, all'interno di un capannone del Deposito Locomotive;
- .12 - Monumentata presso Treno Museo di Villarosa; nel 2020 trasferita ed esposta al Museo nazionale ferroviario di Pietrarsa[2];
- .14 - acquistata da FCE e trasformata in RALn 64, accantonata

RALn 60 monomotore, del Deposito Locomotive di Castelvetrano:
- .18 - acquistata da FCE, trasformata in RALn 64, accantonata.